# Хронологія світових рекордів з шосейного бігу на 100 кілометрів серед чоловіків
Світові рекорди з бігу на 100 кілометрів визнаються Світовою легкою атлетикою з-поміж результатів, які показали легкоатлети на шосейній дистанції, за умови дотримання встановлених вимог.
Світова легка атлетика почала ратифікацію світових рекордів у цій дисципліні з 1 січня 2004.

## Хронологія рекордів
| Результат                             | Атлет                   | Місто змагань | Дата змагань | Примітки    | Відео            |
| ------------------------------------- | ----------------------- | ------------- | ------------ | ----------- | ---------------- |
| 6:13.33                               | Сунада Такахіро Японія  | Сарома        | 21.06.1998   |             |                  |
| 6:09.14                               | Кадзамі Нао Японія      | Сарома        | 24.06.2018   | [ 1 ] [ 2 ] |                  |
| 6:05.35                               | Олександр Сорокін Литва | Вільнюс       | 14.05.2023   | [ 3 ]       | Відео на YouTube |
| 1 рік, 316 днів від дати встановлення |                         |               |              |             |                  |